# Mount Swadener
Il Monte Swadener (in lingua inglese: Mount Swadener) è un prominente picco roccioso antartico, alto 3.150 m, situato negli Sneddon Nunataks, un gruppo di nunatak costieri localizzati nel versante settentrionale dei Monti Alessandra, nella Penisola di Edoardo VII, in Antartide. È posto in prossimità della Piattaforma di ghiaccio Swinburne e della Sulzberger Bay.
Il monte è stato mappato dall' United States Geological Survey (USGS) sulla base di rilevazioni e foto aeree scattate dalla U.S. Navy nel periodo 1959-66.
La denominazione è stata assegnata dall' Advisory Committee on Antarctic Names (US-ACAN) in onore del luogotenente John R. Swadener, della U.S. Navy, navigatore dell'aereo Douglas C-47 Dakota/Skytrain dotato di pattini da sci, con il quale il retroammiraglio George J. Dufek fece il primo atterraggio aereo al Polo Sud geografico il 31 ottobre 1956.